# Haggölen (Rumskulla socken, Småland)
Haggölen är en våtmark, tidigare sjö i Vimmerby kommun i Småland och ingår i Motala ströms huvudavrinningsområde.